# 首爾綜合藝術實用學校
首爾綜合藝術實用學校（：／）創立於2003年，是位於大韩民国首爾江南區的綜合科系大學。

## 簡介
由僱傭勞動部許可之公演藝術財團法人於2003年3月建校，依科系通過學分銀行制分為2年制及4年制學位課程。修完學分後授予學士學位，並可進入國內外研究生院碩士課程。

## 設置學科
- 演技藝術系
- 影視電影製作系
- 影視綜藝系
- 演出製作內容系
- 音樂藝術系
- 應用音樂藝術系
- 時尚藝術系
- 美容藝術系
- 舞蹈藝術系
- 模特兒藝術系
- 設計藝術系
- 旅館餐食糕點製作系
- 寵物系
- 音樂劇表演系

## 著名校友
- 李準基
- 朴海鎮
- 張祐榮
- 申高恩
- 崔有真
- 閔都凞
- 李宜縝
- 汝妍熙
- NaNa
- 李起光
- 李相燁
- 梁世炯
- 裴奈拏